# Philippe Wagner/Bazin
Das Team Philippe Wagner/Bazin war ein belgisches Radsportteam mit Sitz in Frameries.

## Organisation und Geschichte
Zur Saison 2022 wurde durch den ehemaligen Radrennfahrer Geoffrey Coupé das Team Geofco Doltcini Matériel-vélo.com gegründet. Das Team war als UCI Continental Team lizenziert und gab Nachwuchsfahrern die Möglichkeit, sich bei internationalen Rennen mit anderen Fahrern zu messen. Den ersten internationalen Sieg für das Team erzielte Ivan Centrone mit einem Etappenerfolg bei der Tour de Guadeloupe 2022, 2023 folgte ein weiterer Etappenerfolg durch Alexandre Kess.
Parallel dazu wurde 2021 in Frankreich das Team Philippe Wagner Cycling gegründet, das bis 2023 als Amateurteam am Coupe de France und ausgewählten französischen Rennen der UCI Europe Tour teilnahm. 2023 gewann Gwen Leclainche für das Team das Eintagesrennen Paris–Troyes. 
Zur Saison 2024 fusionierten beide Mannschaften zum Team Philippe Wagner/Bazin, das in Belgien registriert war. Im Verlauf der Saison 2024 errangen die Fahrer des Teams acht Siege bei Rennen des UCI-Kalenders. Zur Saison 2025 fusionierte das Team mit dem UCI ProTeam Bingoal WB zum Team Wagner Bazin WB.

## Erfolge pro Saison
| Rennserie                 | 2022 | 2023 | 2024 |
| ------------------------- | ---- | ---- | ---- |
| UCI ProSeries             | -    | -    | -    |
| UCI Continental Circuits  | 1    | 2    | 8    |
| nationale Meisterschaften | -    | -    | -    |

## Platzierungen in UCI-Ranglisten
Platzierungen in der UCI-Weltrangliste
| World Ranking | World Ranking | World Ranking           | World Ranking |
| Jahr          | Teamwertung   | Einzelwertung           |               |
| ------------- | ------------- | ----------------------- | ------------- |
| 2022          | 140.          | Alexandre Kess (866. )  |               |
| 2023          | 171.          | Alexandre Kess (1676. ) |               |
| 2024          | 70.           | Pierre Barbier (294. )  |               |
|               |               |                         |               |
| Quelle: UCI   |               |                         |               |